# Nikolai Fjodorowitsch Balboschin

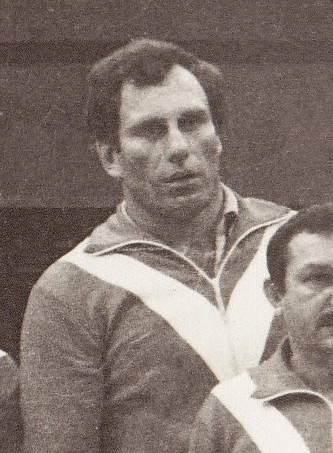
Nikolai Fjodorowitsch Balboschin

Nikolai Fjodorowitsch Balboschin (russisch Николай Фёдорович Балбошин, wiss. Transliteration Nikolaj Fëdorovič Balbošin; * 8. Juni 1949 in Potsdam) ist ein ehemaliger sowjetischer Ringer. Er wurde Olympiasieger und mehrfacher Welt- und Europameister.

## Werdegang
Nikolai Balboschin, der als Sohn eines in Potsdam stationierten Soldaten der Roten Armee in dieser Stadt geboren wurde, wuchs in Moskau auf, wohin der Vater zurückversetzt worden war. Er begann als Jugendlicher mit 13 Jahren zusammen mit seinem Bruder mit dem Ringen, wobei er sich auf den griechisch-römischen Stil konzentrierte. 1967 wurde er sowjetischer Jugendmeister im Schwergewicht. 1968 wurde er zu den Truppen des Innenministeriums eingezogen und wurde deshalb Mitglied von Dynamo Moskau. Dort wurde er vor allem von Anatoli Parfenow, dem Olympiasieger von 1956 im Schwergewicht, betreut und entsprechend gefördert. Später kam auch noch Jurij Kolupow als Trainer hinzu.
1969 gewann Nikolai Balboschin die sowjetische "Dinamo"-Meisterschaft im Schwergewicht und 1971 wurde er erstmals sowjetischer Meister in dieser Gewichtsklasse. Anfang der 1970er Jahre war er schon in die sowjetische Nationalmannschaft im Ringen griech.-römischer Stil aufgenommen worden. 1971 gewann er bei der sowjetischen Meisterschaft im Schwergewicht eine Bronzemedaille. Bei dem internationalen Turnier zu Ehren des ehemaligen russischen Ringers Iwan Poddubny 1972 in Minsk schlug er in der Schwergewichtsklasse den Olympiasieger und mehrfachen Weltmeister Nikolai Jakowenko und hatte sich damit in der Weltspitze etabliert. 1973 wurde er erstmals sowjetischer Meister im Schwergewicht. Insgesamt gewann er diesen Titel fünfmal.
Es reihten sich dann bis 1980 Erfolg an Erfolg. Einige Male unterbrochen von schweren Verletzungen, die einige Wettkampfpausen notwendig machten. Bei den Ringer-Weltmeisterschaften 1975 holte er als einziger sowjetischer Ringer keine Medaille im griechisch-römischen Stil. Dafür wurde er Olympiasieger 1976 sowie mehrfacher Welt- und Europameister. Bei den Olympischen Spielen 1980 in seiner Heimatstadt Moskau wollte er seine glanzvolle Laufbahn mit einem zweiten Olympiasieg abschließen. Doch ausgerechnet in diesem Turnier verletzte er sich bereits in seinem zweiten Kampf an der Achillessehne und musste aufgeben. Nikolai Balboschin siegte auch mehrmals beim Großen Preis der Bundesrepublik Deutschland in Aschaffenburg und zeigte dabei immer hervorragende Kämpfe.
1984 wurde er zum fünften Male sowjetischer Meister im Schwergewicht und hatte die Absicht, bei den Olympischen Spielen dieses Jahres in Los Angeles an den Start zu gehen. Der Boykott dieser Spiele durch die Sowjetunion verhinderte dieses Vorhaben jedoch. Im März 1984 gewann er bei der Europameisterschaft in Jönköping nach einer Niederlage gegen Tamás Gáspár eine Bronzemedaille. Das war sein letzter Medaillengewinn bei einer internationalen Meisterschaft der FILA. Bei den sog. „Internationalen Freundschafts-Spielen“ 1984, die als Ersatz für die Nichtteilnahme an den Olympischen Spielen von den sozialistischen Staaten in Budapest veranstaltet wurden, belegte er hinter Tamás Gáspár den 2. Platz.
Nukioau Balboschin war zuerst Kraftfahrer von Beruf und bildete sich zum Sportlehrer weiter. Er wurde danach Trainer bei Dynamo Moskau an der Seite seines ehemaligen Trainers Nikolai Parfenow. In den 1990er Jahren wurde er häufig als Betreuer der russischen Nationalmannschaft im griech.-röm. Stil gesehen. Für seine Verdienste um den Ringersport wurde er im September 2006 in die FILA International Wrestling Hall of Fame aufgenommen.

## Internationale Erfolge
| Jahr | Platz | Wettbewerb                                                               | Gewichtsklasse | Ergebnisse |
| 1969 | 1.    | Intern. Junioren-Turnier in Minsk                                        | Schwer         | vor Mondea, Rumänien und Bohndorf, DDR |
| 1972 | 1.    | „Iwan-Poddubny-Memorial“ in Minsk                                        | Schwer         | vor Ewgeni Artjuchin, UdSSR und Nikolai Jakowenko, UdSSR |
| 1972 | 2.    | Inter. Rumänische Meisterschaften in Bukarest                            | Schwer         | hinter Nicolae Martinescu, Rumänien, vor Ewgeni Artjuchin, UdSSR |
| 1973 | 1.    | Klippan-Turnier                                                          | Schwer         | vor Lorenz Hecher, BRD u. Ignatow, UdSSR |
| 1973 | 1.    | EM in Helsinki                                                           | Schwer         | mit Siegen über Lorenz Hecher, Nicolae Martinescu, Markku Virtanen, Finnland und Andrzej Skrzydlewski, Polen                                                                   |
| 1973 | 1.    | WM in Teheran                                                            | Schwer         | mit Siegen über Gürbüz Lü, Türkei, Ferenc Kiss, Ungarn, Yasunari Akiyama, Japan, Kamen Losanow Goranow, Bulgarien und Andrzej Skrzydlewski                                     |
| 1973 | 1.    | "Dynamo"-Spartakiade in Berlin (Ost)                                     | Schwer         | vor Nicolae Martinescu u. Meißner, DDR |
| 1974 | 1.    | Klippan-Turnier                                                          | Schwer         | vor Zolow, Bulgarien, Fredi Albrecht, DDR u. Kamen Losanow Goranow, Bulgarien                                                                                                  |
| 1974 | 2.    | "Iwan-Poddubny"-Turnier in Leningrad                                     | Schwer         | hinter Satwerniak, UdSSR u. vor Merkulow, UdSSR |
| 1974 | 2.    | EM in Madrid                                                             | Schwer         | mit Siegen über Aslan Aslan, Türkei, Fredi Albrecht, Karl Bachmann, Schweiz, Prvoslav Ilic, Jugoslawien, Andrzej Skrzydlewski und einer Niederlage gegen Kamen Losanow Goranow |
| 1974 | 1.    | WM in Kattowitz                                                          | Schwer         | mit Siegen über Virtanen, József Farkas, Ungarn, Zdenek Chara, CSSR, Bill Galer, USA, Kenan Ege, Türkei, Kamen Losanow Goranow und Nicolae Martinescu                          |
| 1974 | 1.    | Meisterschaft der Armeen des Warschauer Paktes (SKDA-Meist.) in Bukarest | Schwer         | vor Csatari, Rumänien u. Baianmunkh, Mongolei |
| 1975 | 1.    | EM in Ludwigshafen am Rhein                                              | Schwer         | mit Siegen über Raymond Schummer, Luxemburg, József Farkas, Heinz Schäfer, BRD, Fredi Albrecht und Nicolae Martinescu                                                          |
| 1975 | 4.    | WM in Minsk                                                              | Schwer         | mit Siegen über Brad Rheingans, USA, Zdenek Chara und Nicolae Martinescu und Niederlagen gegen Kamen Losanow Goranow und Andrzej Skrzydlewski                                  |
| 1976 | 1.    | EM in Leningrad                                                          | Schwer         | mit Siegen über Sven Erik Studsgaard, Dänemark, Sinan Öczeli, Türkei, Tore Hem, Norwegen, Kamen Losanow Goranow, József Farkas, Nicolae Martinescu und Andrzej Skrzydlewski    |
| 1976 | 1.    | Grosser Preis der BRD in Aschaffenburg                                   | Schwer         | vor Nicolae Martinescu, Heinz Schäfer, Albert Niederberger, bde. BRD, Andrzej Skrzydlewski u. Refik Memišević, Jugoslawien                                                     |
| 1976 | Gold  | OS in Montreal                                                           | Schwer         | mit Siegen über Brad Rheingans, József Farkas, Nicolae Martinescu, Andrzej Skrzydlewski und Kamen Losanow Goranow                                                              |
| 1977 | 1.    | EM in Bursa                                                              | Schwer         | mit Siegen über Ivan Savin, Rumänien, Georgi Rajkow, Bulgarien, József Farkas und Andrzej Skrzydlewski                                                                         |
| 1977 | 1.    | WM in Göteborg                                                           | Schwer         | mit Siegen über Zdenek Chara, Jeff Simons, USA, Ivan Savin, Andrzej Skrzydlewski und Refik Memišević                                                                           |
| 1978 | 1.    | EM in Oslo                                                               | Schwer         | mit Siegen über Roman Bierła, Polen, Virtanen, Ivan Savin, Refik Memišević, József Farkas und Georgi Rajkow                                                                    |
| 1978 | 1.    | Grosser Preis der BRD in Aschaffenburg                                   | Schwer         | vor Ivan Savin, Hans-Günter Klein u. Heinz Schäfer, beide BRD u. Refik Memišević                                                                                               |
| 1978 | 1.    | WM in Mexiko-Stadt                                                       | Schwer         | mit Siegen über Brad Rheingans, Ivan Savin, József Farkas, Georgi Rajkow und Refik Memišević                                                                                   |
| 1979 | 1.    | Klippan-Turnier                                                          | Schwer         | vor Roman Bierła, J. Svensson, Schweden, Roger Öberg, Schweden u. Studsgaard, Dänemark                                                                                         |
| 1979 | 1.    | EM in Bukarest                                                           | Schwer         | mit Siegen über Refik Memišević, Andrej Dimitrow, Bulgarien, Tamás Gáspár, Ungarn, Roman Bierła und Vasile Andrei, Rumänien                                                    |
| 1979 | 1.    | Grosser Preis der BRD in Aschaffenburg                                   | Schwer         | vor Andrej Dimitrow, Bulgarien, Vasile Andrei, J. Svensson, Schweden u. Hans-Günter Klein                                                                                      |
| 1979 | 1.    | WM in San Diego                                                          | Schwer         | mit Siegen über Refik Memišević, Yashi Fujimori, Japan, Georgios Pikilidis, Griechenland, Vasile Andrei, Brad Rheingans und Georgi Rajkow                                      |
| 1979 | 2.    | "Werner-Seelenbinder"-Turnier in Leipzig                                 | Schwer         | hinter Valentin Mizgaitis, UdSSR, vor Hans-Günter Klein, Bogdan Dąbrowski, Polen u. Tamás Gáspár                                                                               |
| 1980 | 1.    | Grosser Preis der BRD in Aschaffenburg                                   | Schwer         | vor Roman Bierła, Vasile Andrei, Georgi Rajkow, Bulgarien, József Farkas, Ungarn u. Hans-Günter Klein                                                                          |
| 1980 | unpl. | OS in Moskau                                                             | Schwer         | mit Sieg über Tamás Gáspár, danach Aufgabe wegen Verletzung |
| 1984 | 3.    | EM in Jönköping                                                          | Schwer         | nach Siegen über Hans Lüthi, Schweiz und Fritz Gerdsmeier, Deutschland, einer Niederlage gegen Tamás Gáspár und Siegen über Karl Gustavsson, Schweden und Vasile Andrei        |
| 1984 | 2.    | Intern. Freundschafts-Spiele in Budapest                                 | Schwer         | hinter Tamás Gáspár, vor Roman Wroclawski, Polen |

## Russische Meisterschaften
| Jahr | Platz | Gewichtsklasse | Ergebnisse                                        |
| 1971 | 3.    | Schwer         | hinter Alexej Karmazkich und Wassili Merkulow     |
| 1973 | 1.    | Schwer         | vor Michail Saladse und Wladimir Rakajew          |
| 1975 | 2.    | Schwer         | hinter Wassili Merkulow, vor J. Otison            |
| 1977 | 1.    | Schwer         | vor Michail Saladse und Ismail Jekutich           |
| 1980 | 1.    | Schwer         | vor Michail Saladse und Nikolai Wabiaschwili      |
| 1983 | 1.    | Schwer         | vor Wjatscheslaw Klimenko und Sergej Golubowitsch |
| 1984 | 1.    | Schwer         | vor Wiktor Awdischew und Wjatscheslaw Klimenko    |

Erläuterungen
- alle Wettbewerbe im griechisch-römischen Stil
- OS = Olympische Spiele, WM = Weltmeisterschaft, EM = Europameisterschaft
- Schwergewicht, damals bis 100 kg Körpergewicht